# Хелмонд
Хелмонд (нидерл. Helmond) — город и община в провинции Северный Брабант, Нидерланды. Население общины на 31 декабря 2010 года составляло 88 598 человек. Хелмонд — пятый по населению город в Северном Брабанте, после Эйндховена, Тилбурга, Бреды и Хертогенбоса.

## Название
Название «Хелмонд» («Helmond») происходит от слов hel — «низколежащий» и mond — «укрепление, крепость». Несмотря на созвучие, слово helm (с нидерл. — «шлем») не имеет к названию города никакого отношения. Тем не менее, на гербе города с 1241 года изображён шлем.

## История
Хотя источник[что?] 1108 года упоминает некоего Хезело ван Хелмонда, поселение Хелмонд впервые упоминается под 1179 годом в булле папы Александра III. Там упоминается, что некий Стефанус ван Хелмонд подарил «хелмондский двор» Флорефскому аббатству. В 1220 году брабантский герцог Генрих I купил территорию, на которой сейчас находится город, у горнского графа Вильгельма I, и в 1225 году основал на ней город Хелмонд. В 1232 году Хелмонд получил права города. В дальнейшем он оставался вассалом герцогов Брабанта. В 1325 году был построен замок, а в 1400 году началось строительство городских стен с четырьмя воротами и рва.
Начиная с середины XV века город неоднократно подвергался нападениям герцогов Гельдерна. После того, как герцогом Брабанта формально стал Карл V, нападения лишь усилились. В 1543 году город выдержал осаду, которой командовал Мартен ван Россюм. Во время Восьмидесятилетней войны Хелмонд оставался на стороне Испании, дважды был взят и разграблен войсками независимых Нидерландов, и один раз — испанскими. В дальнейшем республиканские войска неоднократно пытались взять Хелмонд, но он вошёл в состав Нидерландов лишь по договору 1648 года.

## Достопримечательности
- Замок Хелмонд — старинный замок на воде. В настоящее время внутри работает музей.